# Vespàsia Pol·la
Vespàsia Pol·la (en llatí Vespasia Polla) va ser la mare de l'emperador Vespasià, i l'àvia dels seus successors Tit i Domicià.
Vespàsia provenia d'una família noble de Núrsia. El seu pare Vespasi Pol·lió era Prefecte dels campaments, i el seu germà va arribar ser pretor. La seva família provenia de Vespasiae, un lloc prop de Spoletum. Vespàsia es va casar amb el recaptador d'impostos Tit Flavi Sabí, amb qui va tenir tres fills, una filla que va morir en la infància i dos fills, Flavi Sabí i Vespasià. Després de la mort del seu marit, no es va tornar a casar.
El seu fill Flavi Sabí va ser el primer membre de la seva família a ser admès al Senat romà i va ser prefecte de la ciutat de Roma entre els anys 62 i 68. Vespasià, que l'admirava, va seguir els seus passos i finalment es va convertir en emperador romà l'any 69. Es diu que la seva ambició es va despertar quan la seva mare Vespàsia es va referir sarcàsticament a ell com "el lacai del seu germà".